# Phedimus stevenianus
Phedimus stevenianus är en fetbladsväxtart som först beskrevs av Georges Rouy och E.G. Camus, och fick sitt nu gällande namn av H. 't Hart. Phedimus stevenianus ingår i släktet fetblad, och familjen fetbladsväxter. Inga underarter finns listade i Catalogue of Life.